# سیمن گلس
سیمن گلس (انگلیسی: Seamon Glass؛ ۲۶ سپتامبر ۱۹۲۵ – ۱۲ ژوئیهٔ ۲۰۱۶) هنرپیشه و مولف اهل ایالات متحده آمریکا بود.

## بخشی از فیلمشناسی
از فیلم‌ها یا برنامه‌های تلویزیونی که وی در آن نقش داشته‌است می‌توان به آثار زیر اشاره کرد.
- اسپارتاکوس (فیلم) (۱۹۶۰)
- بچه گالاهاد (۱۹۶۲)
- برای عشق یا پول (فیلم ۱۹۶۳) (۱۹۶۳)
- کاپیتان نیومن ام.دی. (۱۹۶۳)
- بازماندگان (فیلم ۱۹۷۲) (۱۹۷۲)
- درخواب‌فرورفته (۱۹۷۳)
- زین‌های شعله‌ور (۱۹۷۴)
- هری و والتر به نیویورک می‌روند (۱۹۷۶)
- رز (فیلم ۱۹۷۹) (۱۹۷۹)
- شریک (۱۹۸۲)